# Henri Mortier
Henri Joseph Mortier (Parigi, 17 aprile 1843 – Parigi, 1894) è stato un operaio francese.
Blanquista, fece parte del Consiglio della Comune di Parigi.

## Biografia
Operaio e blanquista, fece parte della Prima Internazionale. Durante l'assedio di Parigi del 1870 fu capitano del 191º battaglione della Guardia nazionale e delegato al Comitato centrale.
Il 26 marzo 1871 fu eletto dall'XI arrondissement al Consiglio della Comune e fu membro della Commissione servizi e poi della Commissione sicurezza. Dopo la Settimana di sangue la corte marziale di Versailles lo condannò a morte, ma Mortier si era già rifugiato a Londra, dove continuò l'attività politica tra i gruppi blanquisti dell'Internazionale.
Tornò in Francia dopo l'amnistia del 1880.